# Mściwojów
Mściwojów (in tedesco Profen) è un comune rurale polacco del distretto di Jawor, nel voivodato della Bassa Slesia.
Ricopre una superficie di 71,83 km² e nel 2004 contava 4 062 abitanti.